# John Fogarty (prêtre)
Pour les articles homonymes, voir John Fogarty.
John Fogarty, C.S.Sp., né le 9 avril 1952 à Finglas (en) dans le comté de Dublin (Irlande), est un prêtre catholique irlandais, vingt-quatrième supérieur général de la Congrégation du Saint-Esprit de 2012 à 2021.

## Biographie
John Fogarty suit ses études à l'école secondaire St. Vincent's C.B.S. de Glasnevin. Il obtient un Bachelor of Science en 1976 à l'université nationale d'Irlande. Après son diplôme, il entre chez les spiritains et prononce ses vœux le 2 octobre 1979. Il est ordonné prêtre le 27 septembre 1981.
Dès 1978, il étudie à l'université de Fribourg en Suisse où il obtient une licence en théologie en 1982, puis il est envoyé dans une paroisse de l'archidiocèse de Kumasi (de) au Ghana jusqu'en 1986. Ensuite, pendant trois ans, il travaille pour la congrégation au conseil provincial de Dublin. Il est nommé recteur de l'Institut spiritain de philosophie d'Ejisu, au Ghana de 1990 à 1994. En 1994, le P. Fogarty retourne en Irlande, comme assistant du supérieur provincial, jusqu'en 1998, puis il est à la maison généralice de Rome en tant que premier assistant du supérieur général (Pierre Schouver), jusqu'en 2004. 
En 2005, il est nommé directeur du Centre spiritain de l'université Duquesne de Pittsburgh.
Il est élu en juin 2009, provincial de la province spiritaine des États-Unis. Il est réélu en 2012 pour un deuxième mandat, mais très peu de temps après, le chapitre général, réuni à Bagamoyo en Tanzanie, le met à la tête de la congrégation, qu'il dirige jusqu'en 2021. 